# Famille Ankarcrona
 (août 2024).
Si vous disposez d'ouvrages ou d'articles de référence ou si vous connaissez des sites web de qualité traitant du thème abordé ici, merci de compléter l'article en donnant les références utiles à sa vérifiabilité et en les liant à la section « Notes et références ».
La famille Ankarcrona fait partie de la noblesse suédoise, issue de Christoffer Jakobsson, qui, vivant au XVIIe siècle au royaume de Bohême et demeuré protestant, dut s'exiler en Suède à Ronneby. La maison de la noblesse suédoise enregistre ses descendants entre 1719 et 1750 qui, demeurant à Karlskrona, accèdent à la noblesse héréditaire en 1751.

## Personnalités

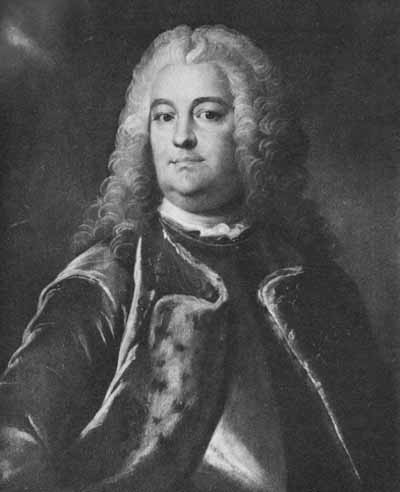
Portrait de l'amiral Theodor Ankarcrona

- Theodor Ankarcrona (1687-1750), amiral
- Conrad Victor Ankarcrona (1823-1912), grand-chambellan de la cour du roi de Suède
- Henrik August Ankarcrona (1831-1917), officier de l'armée française en Algérie et peintre, (frère de Conrad Victor)
- Adolf Emil Ankarcrona, maître de forges
- Sten Ankarcrona (1891-1929), amiral suédois
- Sten Gustaf Herman Ankarcrona (1869-1933), peintre et architecte